# Grzegorz Gwiazdowski

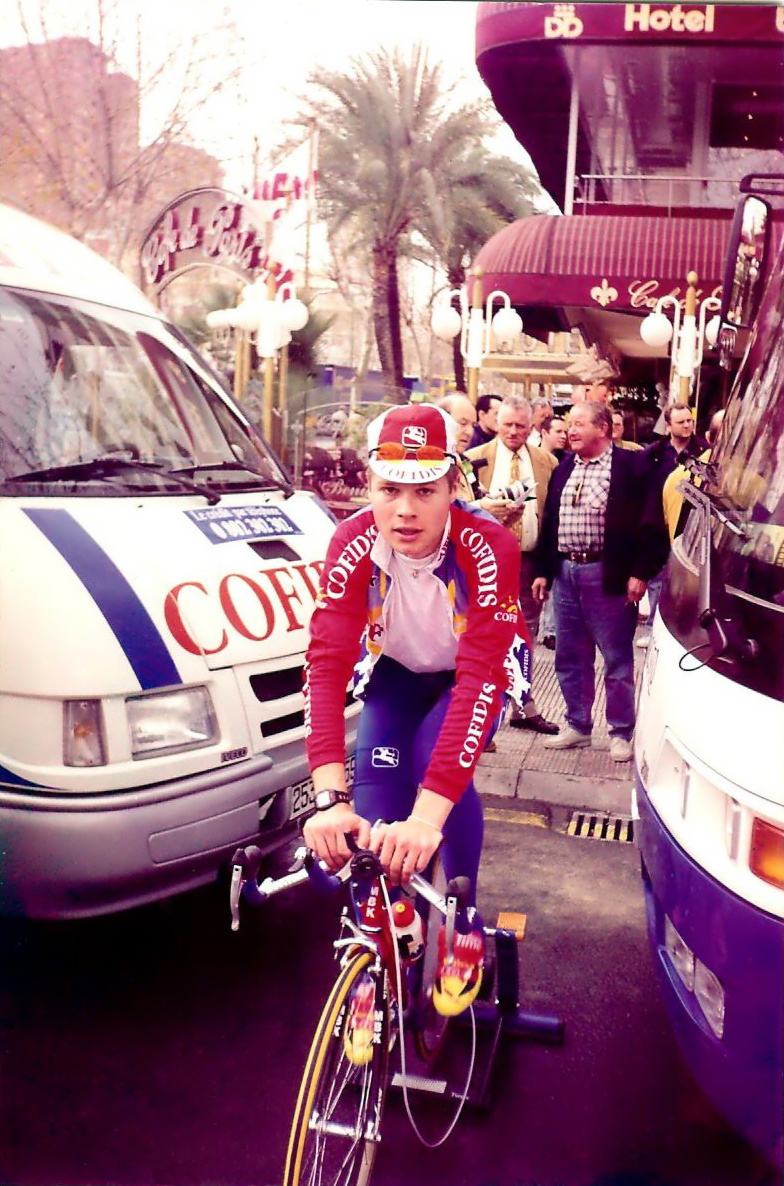
Grzegorz Gwiazdowski el 1999

Grzegorz Gwiazdowski (Lubawa, Warmia i Mazury, 3 de novembre de 1974) és un ciclista polonès, que fou professional entre 1998 i 2001.
En el seu palmarès destaca la inesperada victòria en una cursa de la Copa del Món de ciclisme, el Campionat de Zúric de 1999 després d'una escapada en solitari de gairebé 250 km. Problemes als genolls l'obligaren a retirar-se el 2001 amb tan sols 27 anys.

## Palmarès
- 1997
  - 1r al Gran Premi Cristal Energie
- 1998
  - Vencedor d'una etapa del Tour de l'Ain
- 1999
  - 1r al Campionat de Zúric
  - 1r al Tour de l'Ain

### Resultats al Tour de França
- 2000. 106è de la classificació general

### Resultats al Giro d'Itàlia
- 2000. 58è de la classificació general

### Resultats a la Volta a Espanya
- 1998. Abandona (11a etapa)
- 1999. Abandona (10a etapa)